# Ilhéu do Gorgulho
O ilhéu do Gorgulho é um ilhéu situado na freguesia de São Martinho, Funchal, na Região Autónoma da Madeira, Portugal. O ilhéu fica a 130 metros da costa da ilha da Madeira.